# Dekra Akademie
Die Dekra Akademie GmbH (Eigenschreibweise: DEKRA Akademie GmbH) ist ein privates Bildungsunternehmen mit 100 Standorten in Deutschland. 
Neben dem Trainings- und Beratungsangebot für Privat- und Geschäftskunden betreibt die Dekra Akademie mehrere Fachschulen sowie eine staatlich anerkannte Hochschule.

## Geschichte
Die Dekra Akademie GmbH ist ein Unternehmensbereich Dekra-Konzerns und wurde 1974 in Kassel gegründet. Bereits vor der offiziellen Gründung einer Akademie qualifizierte Dekra ab 1973 Fahrer im seinerzeit neuen Beruf des Berufskraftfahrers.
1977 entstand das erste Schulungszentrum in Wart im Nordschwarzwald. Davor fanden die Weiterbildungen an Prüfstandorten oder in angemieteten Räumen statt. Die Zahl der deutschen Standorte beträgt aktuell 150 (Stand: 2017). Die Anfänge und die Zugehörigkeit zum Dekra-Konzern haben die Ausrichtung der Dekra Akademie geprägt: Ein inhaltlicher Schwerpunkt liegt bis heute auf den Bereichen Transport, Lager- und Gefahrgutlogistik. Daneben wurde das Trainingsangebot sukzessive ausgebaut (siehe Schwerpunkte), beispielsweise um Qualifizierungen für das Gesundheitswesen oder den IT-Bereich. 1997 unterzeichnete die Dekra Akademie als erster Bildungsdienstleister den SAP-Bildungspartnervertrag.

## Schwerpunkte
Die inhaltlichen Schwerpunkte des Aus- und Weiterbildungsangebotes der Dekra Akademie liegen in den Bereichen
- Berufskraftfahrer, Transport
- Lagerlogistik, Gabelstapler
- Umwelt- und Gefahrgutlogistik
- Gesundheitswesen
- Personal und Organisation
- IT-Services
- Kaufmännische Berufsfelder
- CNC-Führerschein

Die Weiterbildungen werden an den Standorten als Präsenztrainings angeboten. Darüber hinaus besteht die Möglichkeit, sie über das Internet als Web Based Training, als Computer Based Training oder auch in der Form des Blended Learning zu absolvieren.
Seit 2012 qualifiziert die Akademie Pflegefachkräfte im Ausland und bereitet sie fachlich und sprachlich auf ihren Einsatz in deutschen Kliniken und Pflegeeinrichtungen vor. Hierfür unterhält das Unternehmen eigene Schulen, Standorte und Kooperationen in Ungarn, Serbien und Albanien (Stand: Januar 2017).

## Abschlüsse
Die Aus- und Weiterbildungen bereiten Teilnehmer auf unterschiedliche Abschlüsse und Zertifikate vor: von Dekra-internen über Hersteller-Zertifikate, z. B. im Bereich SAP, bis hin zu Meister- und Fachwirtabschlüssen (IHK).

## Standorte
In Deutschland verfügt die Dekra Akademie über 150 Standorte, mehrere Fachschulen und die staatlich anerkannte Dekra-Hochschule für Medien in Berlin.

## Arbeitsmarkt-/Bildungsforschung
Seit einem Jahrzehnt engagiert sich die Dekra Akademie als Koordinator und Projektpartner in der Bildungsforschung. Schwerpunkte der Forschungsprojekte sind die europäische Bildungspolitik sowie Themen rund um Transport und Logistik, IT und Gesundheitswesen.
Seit 1996 untersucht die Dekra Akademie systematisch den Arbeits- und Stellenmarkt in Deutschland. In seiner heutigen Form befasst sich der Dekra-Arbeitsmarkt-Report seit 2008 jährlich damit, welche Berufe bzw. Qualifikationen aktuell am stärksten gefragt sind. Hierfür werden jeweils Ende Februar die Stellenanzeigen in Tageszeitungen und Online-Jobportalen analysiert. Zusätzlich geht der Report auf zwei Berufsgruppen vertieft ein; 2016 standen beispielsweise Berufskraftfahrer sowie die Pflegeberufe im Fokus.

## Publizierte Studien
- 2008: Digging for Diamonds: Verborgene Potenziale im Unternehmen heben – Status quo und Ausblick (Gemeinschaftsstudie mit Atoss Software)[12]
- 2002: Klug durch E-Learning?[13]
- 1999: Coopetition: Die Klugen vergrößern den Kuchen, Marktstudie zur Kooperation zwischen Wettbewerbern[14]
- 1996: Die Klugen fressen die Dummen. Das Lernende Unternehmen – Ergebnisse der Marktstudie[15]